# حوزه انتخابیه بیست‌ونهم تگزاس
حوزه انتخابیه بیست‌ونهم تگزاس یک حوزه انتخابیه مجلس نمایندگان آمریکا است که در ایالت تگزاس قرار دارد.
ناحیه 29 کنگره ایالت تگزاس در مجلس نمایندگان ایالات متحده، بخش شرقی منطقه هیوستون بزرگ در ایالت تگزاس را پوشش می دهد. نماینده فعلی منطقه 29 سیلویا گارسیا دموکرات است.
قانونگذار ایالت تگزاس این ناحیه را به عنوان ناحیه ای با اکثریت اسپانیایی یا لاتین تبار معرفی کرد. جین گرین دموکرات، سفیدپوست غیر اسپانیایی، در اولین انتخابات این ناحیه در سال 1992 پیروز شد و آن را برای 13 دوره برگزار کرد.